# Mixer (website)
Mixer was een online videospelstreamingplatform en was onderdeel van de Xbox divisie van Microsoft. Het bedrijf werd op 5 januari 2016 opgericht onder de naam Beam en won aan populariteit na het winnen van een wedstrijd voor startups in mei 2016. In augustus datzelfde jaar nam Microsoft het bedrijf over en werd Beam geïntegreerd in team Xbox.
Op 22 juni 2020 kondigde Microsoft aan dat Mixer de activiteiten per 22 juli zou staken om op te gaan in Facebook Gaming.

## Geschiedenis

### 2016: Oprichting en TechCrunch Disrupt NY 2016
Beam Interactive werd opgericht op 5 januari 2016 door Matthew Salsamendi en James Bohm. In mei 2016, lanceerde het bedrijf al een publieke béta tijdens TechCrunch Disrupt New York 2016. Het bedrijf nam er namelijk deel aan de Startup Battlefield, een wedstrijd waarin startups binnen de technologie-sector hun product mogen voorstellen aan een jury. Het bedrijf kon de jury overtuigen en won een cheque van 50 000 $ om het product verder te ontwikkelen.
Het doel van Beam Interactive was om van passieve live-streams een interactieve ervaring te maken. Naast het traditionele chatten, kunnen kijkers namelijk deelnemen aan de gameplay door bijv. de streamer te helpen met keuzes te maken. Zo kunnen kijkers helpen met het kiezen van de volgende missie of de uitrusting die de streamer moet gebruiken bij bijv. first-person shooters. Ook claimde Salsamendi dat de vertraging om Beamer nog geen halve seconde bedraagt, waar dit op platforms als Twitch nog tussen 15 en 20 seconden bedraagt. Dit is dan ook nodig om de interactieve functies zo goed mogelijk te laten werken.

### 2016-2017: aankoop door Microsoft en naamsverandering
Op 11 augustus 2016 maakte Microsoft bekend dat ze Beam Interactive aangekocht hebben. Meteen werd Beam geïntegreerd in team Xbox. Op 26 oktober datzelfde jaar, kondigde Microsoft aan dat Beam zou geïntegreerd worden in Windows 10 als onderdeel van de Creator Update. In Maart 2017 ontvingen ook de Xbox One gebruikers een update waarmee ze Beam live-streams rechtstreeks via hun console konden opstarten.
Op 25 mei 2017, kondigde Microsoft aan dat Beam vanaf dan hernoemd werd naar Mixer omdat de naam "Beam" niet wereldwijd kon gebruikt worden. Met deze vernieuwing, kwam ook de introductie van enkele nieuwe functies waaronder de mogelijkheid om tot 3 andere streams te co-hosten, een companion-app voor smartphones en een uitgebreidere integratie op het dashboard van de Xbox One.

### 2018-2019: eerste mijlstenen, "Season 2" update en Ninja
Op 25 januari 2018, maakte Microsoft bekend dat Mixer de kaap van 10 miljoen maandelijkse gebruikers behaalt heeft. Ook kondigde het bedrijf aan dat kijkers binnenkort ook rechtstreeks het gestreamde spel zal kunnen kopen via Mixer en dat de streamer een deel van de opbrengst van die aankoop zal ontvangen. In juni, kondigde Microsoft aan dat Mixer 20 miljoen maandelijkse gebruikers heeft.
Op 1 november 2018, werd een grote update aangekondigd genaamd "Season 2". Tot de nieuwe functies behoren oa. het automatisch aanpassen van de videokwaliteit, een level-gebaseerd systeem om de betrokkenheid van de gebruikers te kunnen traceren en nieuwe manieren om te kunnen doneren. Zo kunnen kijkers "Sparks" verdienen door livestreams te bekijken. Die Sparks kunnen gedoneerd worden aan streamers. Ook kunnen kijkers "Embers" kopen om te doneren aan de streamers. Donaties gebeuren door "Vaardigheden" te activeren die gekocht worden met de eerder genoemde virtuele valuta.
Op 1 augustus 2019, kondigde de populaire Fortnite-streamer Ninja aan dat hij vanaf 2 augustus exclusief actief zal zijn op Mixer. Nog voor zijn eerste livestream op Mixer startte, abonneerden 370 000 fans op zijn kanaal. Tijdens zijn eerste livestream, kon hij rekenen op tot 80 000 live kijkers en een totaal aantal van meer dan 2 miljoen weergaven. Ook wist hij al meer dan 400 duizend kijkers te overtuigen om zijn kanaal te volgen.

### 2020: samengang met Facebook Gaming en opheffing
Op 22 juni 2020 maakte Microsoft bekend dat Mixer wordt opgeheven per 22 juli om samen te gaan met Facebook Gaming. Ninja, voormalig Counter-Strike: Global Offensive pro-speler Shroud en Destiny-streamer King Gothalion, die eerder exclusiviteitscontracten met Mixer hadden gesloten, stonden vervolgens vrij om terug te keren naar Twitch of verder te streamen op Facebook of een ander streamingplatform.